# 梅漢林
《梅漢林》（法語：Mesrine）是两部2008年的法國传记犯罪片，講述了法國黑幫賈克·梅漢林的一生，由強-法蘭科·瑞西執導阿德爾·拉夫·達弗里和瑞西編劇。第一部《梅漢林：死亡本能》（法語：L'Instinct de mort）改編自梅漢林的自傳《死亡本能》，第二部《梅漢林：頭號公敵》（法語：L'Ennemi public n° 1）詳細介紹了梅漢林的犯罪生涯。该片与美国电影《疤面煞星》相媲美，文森·卡索饰演的梅漢林也赢得了好评。

## 剧情

### 死亡本能
《死亡本能》描述了梅漢林1959年至1972年的生活，从他在阿尔及利亚战争期间服役法国军队开始，被迫射杀战俘和炸弹制造者。回到法国后，他搬到父母家，与父母亲团聚。在為找到一份誠實的工作而爭論之後，他遇到了他兒時的老朋友保罗，保罗现在很有钱，开着一辆跑车。他们很快就和保罗的老板吉多做起了抢劫生意，并从他那里借到了一辆雪铁龙DS。后来，吉多和梅漢林杀死了殴打萨拉的阿拉伯皮条客艾哈迈德（萨拉是他手下的妓女，也是梅漢林的女朋友），并将他埋在乡下，然后开车离开。
保罗和梅漢林利用吉多作为当地犯罪头目的身份保护自己免受敌人的伤害，在实施了几起抢劫后，他们短暂离开法国前往加那利群岛，在那里梅漢林遇到了索菲娅并坠入爱河，索菲娅也随他搬到了法国，两人结婚。然而，虽然他们有了一个女儿，后来又有了两个儿子，梅漢林却继续从事抢劫生意，导致他在1960年底被捕入狱。1962年，他被释放，虽然他努力保持稳定的工作，诚实做人，但在经济衰退时期，他还是被解雇了，轻松赚钱的梦想又让他重操旧业。一天晚上，吉多和保罗来了，梅漢林准备和他们一起上路，但索菲娅对他大喊大叫，并告诉他自己会报警，梅漢林因此勃然大怒，扇了她一耳光，把她拖过楼梯，并当着吉多和保罗的面把枪塞进她嘴里威胁她，然后离开了。后来他们离婚了，把孩子的监护权留给了他。
1966年，已是黑帮的梅漢林走进一家酒吧。一个名叫让娜·施奈德的女人向他搭讪，两人很快坠入爱河。让娜和梅漢林是同一类人，两人开始一起抢劫。在抢劫了一家黑帮经营的赌场后，两人引起了当地黑帮老大的注意。1968年，梅漢林带着年幼的女儿散步时，遭到几名男子飛車枪击，梅漢林被打伤。吉多为他治疗了伤势，并建议他离开这个国家，等待事态平息，梅漢林同意了。他收拾行李，把孩子交给父母照看，然后离开法国，和让娜一起前往加拿大。
后来，他在蒙特利尔的尚普兰大桥当建筑工人，遇到了魁北克居民让-保罗·梅西耶，两人成了朋友。由于犯罪前科，当局拒绝梅漢林在加拿大居住，但他仍非法留在那里。他和让娜策划了一个绑架和扣押法裔加拿大亿万富翁的计划，这位亿万富翁年老体衰，下半身瘫痪。他们应聘女佣和司机的工作，进入了他的家。几个月后，他们将计划付诸实践，绑架了这名富翁并将他转移到城里的一处公寓。当让娜和梅漢林去收赎金时，富翁爬到阳台上，打破玻璃呼救。就在梅漢林和让娜回到公寓时，富翁被医护人员带走了。两人越过边境逃往美国。他们随后在亞利桑那州的沙漠中被抓获，与此同时，吉多和保罗在法国被一名不明身份的袭击者杀害。
梅漢林和让娜被送回加拿大，让娜被判五年，梅漢林被判十年。他被送往圣文生-德保禄监狱，遭受了极端的折磨和痛苦。然而，他仍计划越狱。在与同样被关押在这所监狱的让-保罗重逢后，他遇到了另一名囚犯罗歇·安德烈。某个周一，安德烈帮助他和让-保罗越过监狱栅栏。不久，他们来到边境附近，让-保罗遇到了茜尔维·让雅库，爱上了她。他们策划了帮助罗歇和狱友越狱的计划，但事与愿违。梅漢林和梅西耶在袭击监狱时双双受伤。罗歇中弹身亡。
后来，梅漢林设法给让娜打了电话，告诉她他打算把她从监狱里解救出来，但她担心他们俩的安危，想放弃以前的犯罪生活，而监狱又在削弱她的力量，于是她切断了与梅漢林的联系。一天，梅漢林和让-保罗在树林里练习打靶时，被两名护林员抓住，他们被迫杀死护林员后离开。梅漢林对让-保罗说：“如果他们现在抓住我们，我们就会被绞死。”
片尾字幕，让娜服刑期满后被释放，回到法国自由生活，而让-保罗则与梅漢林分道扬镳，一年后在抢劫银行时被枪杀。梅漢林的故事“未完待续”（见《頭號公敵》）。

### 頭號公敵
《頭號公敵》讲述的是梅漢林从1972年到1979年11月2日去世前的生活。故事开始于1972年，梅漢林离开加拿大回到法国。他现在和茜尔维在一起，茜尔维成为了他的新女友。他回到巴黎后犯下了更多的抢劫案。然而，1973年3月，他在一次成功抢劫后被捕，但在被转移到法庭时，他要求使用卫生间，偷偷取出了藏在马桶水箱中的手枪。他在法庭上掏出枪来，逼迫警卫给他解开手铐，并临时劫持了法官作为人质，而他的徒弟米歇尔则在一旁等待，二人最终逃脱。他带着米歇尔重新开始抢劫，但他的鲁莽行为（例如同时抢劫两家银行）导致米歇尔抛弃了梅漢林。两个月后，法国情报部门找到了梅漢林的公寓，布鲁萨尔专员与梅漢林谈判，梅漢林投降。他被送上法庭，判处在拉桑泰監獄服刑20年。
在监狱服刑期间，他与阔别12年的女儿重逢，女儿也出席了他的法庭辩护。之后，他写了一本关于自己生平的书，却激怒了他的律师，律师说他的传记让他陷入困境，因为这等于公开场合承认了一切，但他斷然拒絕了这一点。他还结识了另一位囚犯，也就是他在禁闭室的邻居弗朗索瓦·贝斯，并制定了一个越狱计划；贝斯通过监狱里的一个饼干盒偷偷带入辣椒喷雾剂（因为饼干盒上有铝箔，所以可以通过探测器），而梅漢林则会见了律师，律师在公文包里藏了两把手枪。梅漢林通知警卫把案件卷宗从贝斯的牢房里拿出来，贝斯趁机用喷雾偷袭警卫，梅漢林随后赶来，两人换上制服，带上另一名囚犯帮忙掩护，翻墙而出。两人成功逃脱，另一名囚犯则被槍殺。
几次抢劫之后，梅漢林欺骗媒体，称自己是“革命者”，并声称要带领巴勒斯坦武装力量殘殺法国政府。贝斯一怒之下离开了他。一年后的1979年，梅漢林过上了富裕的生活，他给自己买了一辆1974年宝马528i，联系上了狱中的老朋友沙尔利·鲍尔，两人又开始了一系列的抢劫。梅漢林越来越迷恋媒体，他秘密会见记者，接受有争议的采访。他还绑架了当地的亿万富翁亨利·勒列夫尔勒索赎金，在得到赎金后又将其释放。茜尔维越来越担心梅漢林，说服他离开这个国家。与此同时，梅漢林绑架了雅克·蒂利耶（Jacques Tillier，电影中改名为“达利耶”），因为蒂利耶写了一篇关于他的文章，但他不喜欢。梅漢林让他脱光衣服，然后殴打他，最后开枪打他，以为他死了。第二天，梅漢林得知蒂利耶还活着。
1979年11月2日，梅漢林和茜尔维乔装离开公寓，茜尔维带着她的狮子狗，殊不知布鲁萨尔的人正在跟踪他们。梅漢林和茜尔维检查了周遭的情况后，来到汽车旁，开车离开。布鲁萨尔被堵在路上，于是跑着追了上去。十字路口，一辆卡车挡住了梅漢林的去路，卡车后面的篷布被打开，露出了持枪的警察，当即开枪将梅漢林击毙。布鲁萨尔来到现场，命令人把歇斯底里而又受伤的茜尔维和狗带走，自己则面无表情地看着梅漢林的尸体。